# Dario, Zosimo, Paolo e Secondo
Dario, Zosimo, Paolo e Secondo sono i nomi di quattro martiri cristiani, morti a Nicea (in Bitinia) nel IV secolo e commemorati il 19 dicembre secondo l'antico martirologio romano:
Per la mancanza di notizie storiche non sono presenti nel contemporaneo martirologio.